# Club Deportivo Cuenca (Ecuador)
El Club Deportivo Cuenca, es un club deportivo ecuatoriano, originario de la ciudad de Cuenca. Fue fundado el 4 de marzo de 1971. Actualmente participa en fútbol masculino y femenino: su plantel masculino se desempeña en la Serie A de Ecuador, y su plantel femenino, en el Ascenso Nacional Femenino.
Debido a que es el equipo más representativo de Cuenca y el sur del país, el equipo es apodado como «El Cuenquita» y «Los Morlacos». Así también, recibe los apelativos de «El Expreso Austral» y «Los Leones», debido al color característico de su indumentaria, la misma que emula los colores de la Bandera de Cuenca. Su máximo logró deportivo es su título en el Campeonato Ecuatoriano de Fútbol 2004. También ha sido subcampeón de dicho torneo en cinco ocasiones, además de tener varios títulos de las divisiones inferiores.
El club juega sus partidos de local en el Estadio Alejandro Serrano Aguilar, donde comparte localía con varios clubes azuayos de la Segunda Categoría. El escenario deportivo tiene una capacidad de 14 500 personas y es propiedad de la Federación Deportiva del Azuay. Su sede deportiva, el Complejo Deportivo Patamarca, que se encuentra en la ciudad de Cuenca.

## Historia

### Fundación y primeros años
En 1970 nació el deseo de fomentar el fútbol profesional en la ciudad de Cuenca. Este deseo se plasmó a través de Alejandro Serrano Aguilar (alcalde de la ciudad en ese entonces) y los señores Polibio Vázquez y Alfredo Peña.
El respaldo ciudadano fue inmediato ante la iniciativa encabezada por el alcalde, así se conformó la Comisión de Deportes con Gilbert Sotomayor, Ricardo Ordóñez y Bolívar Lupercio, cuya primera gestión era el obtener la aceptación de la Federación Ecuatoriana de Fútbol para que participe el equipo de la ciudad en al ámbito profesional.
Mediante la sesión celebrada en febrero de 1971 en el “Salón de la Ciudad” de la Municipalidad de Cuenca, ahora llamada Alcaldía de Cuenca, se hizo realidad el proyecto y nació el Club Deportivo Cuenca. Un mes más tarde, se fundó la Asociación de Fútbol del Azuay (AFA).
Como club se tomaron las primeras decisiones: el uniforme sería rojo y amarillo con una camiseta a rayas verticales. El primer director técnico fue Carlos Alberto Raffo (exjugador del Club Sport Emelec), los primeros futbolistas extranjeros contratados fueron Rodolfo Piazza, los paraguayos Gerardo Laterza y Luis Martínez a quien le correspondió ser el autor del primer gol cuencano.
En sus principios al equipo se le conocía como la "Franela Roja".
Los inicios del Deportivo Cuenca se dan cuando los cuencanos Polibio Vásquez Astudillo, Alfredo Peña Calderón y Alejandro Serrano Aguilar, asisten al Mundial de México 1970, motivados por lo que presenciaron en la cita ecuménica del balompié, se comprometen en hacer realidad un sueño de la urbe: un equipo profesional que represente a la ciudad en el Campeonato Ecuatoriano de Fútbol.
Cuenca con una enorme pasión por el balompié, miraba de lejos el más importante certamen. ¡No podía ser! Esto llenó de entusiasmo a los personajes antes mencionados que se pusieron como meta alcanzar una presencia definitiva de un equipo cuencano en el fútbol profesional.
El doctor Alejandro Serrano Aguilar, en calidad de alcalde de la urbe, promueve la iniciativa, con una respuesta muy favorable de la ciudadanía. Antes de que el fútbol profesional llegara a la ciudad, la Federación Deportiva del Azuay era la organizadora de una serie de encuentros, con la presencia de importantes clubes del país.
El 4 de marzo de 1971 nace el club profesional llamado Deportivo Cuenca. Los archivos del deporte indican que el club con el nombre de Deportivo Cuenca ya integraba la lista de los clubes fundadores de Federación Deportiva del Azuay en 1924. Y aunque es cierto que en 1969 el Amistad Club armó un equipo que jugó algunos partidos, con refuerzos del Everest de Guayaquil, bajo el nombre de Deportivo Cuenca, el famoso “Expreso Austral” nació en 1971.
Desde el inicio el equipo fue sensación… Su nacimiento trastocó la vida de los cuencanos que orgullosos de lo que hacia el equipo, madrugaban los domingos para esperar la presentación de sus ídolos en el campo de juego. Desde la aparición del equipo colorado, el Estadio Municipal “El Ejido”, pasó a llamarse Estadio Alejandro Serrano Aguilar, en nombre de estricta justicia al alcalde y primer presidente del club.
Ese primer equipo contó con jugadores como: Rodolfo Piazza, Ubdulio Aguirre, Iván Caicedo, Luis Martínez, Leo Vigildo Daza, Gerardo Laterza, Guillermo Jaramillo, Juan Tenorio, Vicente Martínez, Gonzalo Coronel, Joselito Garcés.

### Construyendo el Expreso Austral
Entre 1969 y 1970, la Federación Deportiva del Azuay contrata a Carlos Alberto Raffo (exjugador del Emelec) para que dirija a la selección del Azuay. El estratega fue el primer director técnico del Deportivo Cuenca y entre los jugadores más destacados del elenco estaban: el arquero Rodolfo Piazza (primer jugador extranjero que contrató el club), los cuencanos Hugo Barrera, Gonzalo Coronel y Guillermo Jaramillo, Iván Caicedo, el paraguayo Gerardo Laterza, Juan Tenorio y Vicente Martínez.
Los triunfos del llamado “Equipo Sensación”, fueron brillantes, tanto en los recibimientos en el aeropuerto, después de los partidos jugados en Quito y Guayaquil, eran multitudinarios. En el periodismo hacía furor, el mejor relator azuayo de la historia, Leonardo Muñoz Eljuri, un elegido del micrófono con una voz nítida, única, que explotaba largamente los festejos de los goles del cuadro rojo. Poco después por asuntos diversos, apagó su relato pero dejó una huella inolvidable.
El Cuadro Rojo trajo nada menos que el mundialista uruguayo Rubén Bareño, y a otros extranjeros que marcaron su paso con alta calidad: Aldo “pájaro” Villagra, Carlos Santiago Rodríguez, Agustín Messiano, Ángel Ramón Aguirre, Juan Domingo Pereira y una serie de extranjeros y nacionales de primerísimo nivel idolatrados por los comarcanos.
En 1975, el Cuenca consigue su primera clasificación a Copa Libertadores de América y su jugador estrella, Ángel Luis Liciardi, se levanta como el goleador del torneo con 36 anotaciones, un récord que duraría hasta 1998. Como vicecampeón de Ecuador, el Cuenca debuta en la Libertadores de 1976 junto al campeón Liga de Quito. Jugaron con los representantes bolivianos Guabirá y Bolívar. Al final de la primera fase, los conjuntos ecuatorianos sumaron ocho puntos y para definir el clasificado a la segunda etapa, se jugó un cotejo decisivo en terreno neutral jugado en Guayaquil. El equipo Albo ganó 2-1.
Un año después el club cuencano volvió a la Copa Libertadores en calidad de vicecampeón junto a El Nacional como campeón. Los rivales coperos fueron los brasileños Internacional de Porto Alegre y Corinthians. Pese a la experiencia de 1976, el Cuenca terminó en cuarto lugar con tres puntos.
El equipo base que jugó la Libertadores estuvo formado por: Enrique “El Chino” Aguirre, Hugo Barrera, Agustín Messiano, Iván “Clavo” Caicedo, Fausto “Rockola” Klinger, José María Gatti, Jorge “Pipo” Vélez, Ángel “Chompi” Romero (Segundo “Pichula” Pérez), Gonzalo “Pachaco” Castañeda, Ángel “Tano” Liciardi y Aldo “Pájaro” Villagra.

### La Magia de Liciardi
Ángel Luis Liciardi más conocido con el "Tano" sin dudar alguna es el jugador que, de manera indiscutible para todos, más recuerdos ha dejado en las retinas de los hinchas del equipo de las camisetas coloradas.
Su histórica marca de 36 goles marcados en el Campeonato Ecuatoriano de 1975, la cual fue superada recientemente en 1998 por Jaime Iván Kaviedes defendiendo a Emelec (43 anotaciones), y sus 180 tantos marcados en partidos oficiales y amistosos lo han convertido en el goleador histórico del Deportivo Cuenca, pero a la vez en el jugador más popular de todos los tiempos.
Liciardi llegó a Deportivo Cuenca en 1972, después de actuar en el Emelec en 1970 (año en que salió vicecampeón detrás de Barcelona) y 1971 donde fracasó al convertir apenas seis goles en los dos torneos. Antes había jugado en el Belgrano de Córdoba.
En el primer año con el Expreso, el "Tano" desató toda su categoría convirtiendo 24 tantos, convirtiéndose así en el goleador del campeonato de la Serie B ocurrió en el 72. En el 73 quedó marginado, porque el equipo llenó el cupo de extranjeros. Cuando Barcelona quiso contratarlo, le entregaron las divisiones inferiores del Cuenca y se solicitó su nacionalización; conseguida en siete meses. Ya como ecuatoriano volvió a ratificar su clase en 1974 anotando 19 tantos.
Pero fue en los torneos de 1975 y 1976 que se convirtió en leyenda, convirtiendo 36 y 35 goles respectivamente, y regalando al Deportivo Cuenca los dos primeros subcampeonatos de su historia. Además, fue parte de la selección ecuatoriana, jugando un total de 13 partidos y anotando siete goles.
En su último año en el equipo cuencano (1977) marcó en 11 ocasiones. Un año después, en 1978, el "Tano" se fue a Barcelona club en el que se despidió del fútbol.

### Entre los años de Altibajos y Renaceres
Luego de las magníficas presentaciones en sus primeros años de vida institucional, obteniendo incluso dos vicecampeonatos, el cuadro cuencano empezó a tener un declive a partir de los finales de la década de los 70. El equipo de 1979 dirigido por Luis Grimaldi fue uno de los mejores, pero no pudo rematar una buena campaña, teniendo como máximo artillero a Walter “El Toro” Bares. En 1981 el equipo morlaco perdió la categoría y descendió a la Serie “B”. Luego en 1982 al quedar último en la Serie “B”, el club descendió a la Segunda Categoría en la cual se limitó a jugar el torneo provincial de ascenso de la Asociación de Fútbol del Azuay.
En 1984 el equipo logró ascender nuevamente a la Primera División. En 1985 el Deportivo Cuenca retornó a la Primera División y se mantuvo en la categoría de privilegio. En 1986 el equipo morlaco obtuvo el cuarto lugar de la liguilla final, bajo la dirección de Héctor Morales (†). Ocho años más tarde, en 1994, se produjo un nuevo descenso a la Serie “B” tras perder por penales ante el Delfín de Manta 4-3 fue el 6 de noviembre de ese mismo año por las Fiestas de la Independencia de Cuenca y las tristes fiestas de la misma ciudad pese a la victoria por 2-1 a favor de los morlacos en el Estadio Alejandro Serrano Aguilar de Cuenca luego de la terrible derrota por 1-0 en el Estadio Jocay de Manta con el marcador global de empate 2-2, sin embargo volvió a ascender a la Serie “A” al año siguiente.
En 1996 se contrata a jugadores extranjeros como José Luis “El Puma” Rodríguez y Marcelo Fontana (ambos argentinos), dirigidos por Carlos Ramacciotti, pero el plantel remata quinto. El elenco se mantuvo en la Serie “A” hasta 1999, cuando la crisis económica, deportiva e institucional empujó al equipo una vez más al descenso a la Serie “B” disputando su último partido en ese año ante el Olmedo de Riobamba el 4 de diciembre de 1999. Al final del partido el equipo morlaco venció al equipo riobambeño 2 a 1, pero con esta victoria bajó de categoría lo que consumó su descenso a la Serie B. Deportivo Cuenca perdió la categoría después de 5 años y descendió a la Serie B por última vez en su historia al finalizar la temporada de 1999. En 2000 el Deportivo Cuenca no consiguió ascender a la Serie A.
En 2001 un grupo de jóvenes dirigentes liderados por la presidencia de Mario Esteban Espinosa, tomó a su cargo el club y luego de una extraordinaria campaña consiguió el ascenso a la Serie “A”. El último partido del cuadro rojo en la Serie B lo disputó ante la UDJ de Quinindé el 27 de octubre de 2001. El partido terminó con una contundente victoria de 3 por 2 goles conseguidos por Jerson Stacio, Walter Calderón y Adalberto Pozzi a favor del Cuenca, resultado que le permitió ocupar el segundo lugar del torneo, acompañando con Liga de Quito en primer lugar y líder de la Serie B 2001, ganando de esa manera su retorno a la serie de privilegio para la temporada 2002.
El regreso a la Serie “A” en 2002, el cual sería a la postre definitivo, trajo consigo gran expectativa nacional y la formación de barras organizadas, entre ellas la Crónica Roja. Además, los dirigentes se preparaban para devolverle al club la fortaleza institucional y deportiva que se había perdido en las dos últimas décadas. El regreso de Deportivo Cuenca a la Serie A, se produjo oficialmente el 1 de febrero de 2002 en el Estadio George Capwell frente al campeón reinante del Campeonato Nacional de 2001 y sólido Emelec en un encuentro que finalizó con el marcador de goleada 6-0 a favor de los eléctricos. Luego, el 8 de febrero de 2002, en un encuentro ante el Aucas, cayó con el marcador de 2-1 a favor de los orientales en el Estadio Alejandro Serrano Aguilar. La primera victoria llegaría en la quinta fecha, el 3 de marzo de 2002, en un encuentro ante el Macará, ganando con el marcador de 3-2 en el Estadio Bellavista de Ambato. El 22 de marzo de 2002 llegaría la primera victoria de local, en un encuentro ante el Espoli, con el marcador de 1-0 a favor de los morlacos en el Estadio Alejandro Serrano Aguilar. Al final de la temporada el Deportivo Cuenca ocupó la quinta posición en el campeonato, detrás del Barcelona, Liga de Quito, El Nacional y Deportivo Quito. En 2003 hace una gran campaña y clasificó a la liguilla final tras 17 años aunque no consiguió clasificarse a la Copa Libertadores de América.

### Año del Campeonato (2004)
En 2004, bajo la presidencia de Manuel Vega Villa, Deportivo Cuenca vivirá el episodio más grande de su historia al sumar la primera estrella en su carrera. Todo se inicia con la contratación del técnico argentino Daniel Córdoba, quien incorpora al club jugadores extranjeros como Javier Klimowicz, Marcelo Velazco, Eduardo Iachetti y los nacionales Raúl Noriega, Giancarlos Ramos, Carlos Hidalgo, David Valencia y Jhon Cagua. Luego de una exitosa primera etapa, a mitad de camino se produce la salida del técnico Córdoba, quien deja al Cuenca clasificado a la Liguilla y se contrata a Julio “Turco” Asad.
El título llegaría el 8 de diciembre de 2004, faltando dos jornadas para el final del torneo, cuando Deportivo Cuenca con 19.5 puntos, se hizo inalcanzable para sus seguidores, entre ellos Barcelona y Olmedo de Riobamba que quedó vicecampeón. Ese día el Cuenca ganó 3-2 a Aucas en Quito y la celebración estalló tras el final del juego entre El Nacional y Liga de Quito. El empate le volvía inalcanzable a los Rojos. Los aficionados se lanzaron a las calles a festejar, miles de vehículos hacían sonar sus pitos, estallidos de cohetes y juegos pirotécnicos. La conquista generó tal alegría en la hinchada que obligó a la apertura del estadio en donde miles de hinchas ovacionaron a sus ídolos. Previo a esto hubo una caravana desde el aeropuerto hasta el Estadio Alejandro Serrano Aguilar. 
El equipo base que conquistó el título de 2004 fue: Javier Klimowicz, Jhonny Pérez, Raúl Noriega, Segundo Matamba, Jerson Stacio, Manuel Mendoza, John Cagua, Marcelo Velazco, Giancarlos Ramos, Raúl Antuña, David Valencia, Carlos Quiñónez y Walter Calderón.
En 2005 el Cuenca se proclama vicecampeón nacional. En 2006 jugó en la Copa Libertadores, en esa época el presidente fue Antonio Álvarez. En 2007 consigue su 4° vicecampeonato y al goleador del torneo Juan Carlos Ferreyra con 17 tantos.  En 2008, en la presidencia de Marcelo Herrera, el plantel clasifica a Copa Libertadores.

### Regreso a los Torneos internacionales
Tendría que correr 28 años, para que el Cuenca nuevamente jugará la Libertadores. En 2005, el elenco reapareció en este certamen como campeón del Campeonato Ecuatoriano 2004. Sus rivales fueron Boca Juniors de Argentina, Pachuca de México y Sporting Cristal del Perú. Quedó en la primera etapa en cuarto puesto, luego de tres empates en casa y tres derrotas afuera.
Su intervención en la Copa Libertadores de 2006 fue en calidad de vicecampeón del Torneo Clausura de 2005. En la fase clasificatoria jugó con el conjunto brasileño Goiás, en partidos de ida y vuelta. En su estadio igualó 1-1 y de visitante cayó 0-3. No clasificó para integrar los grupos que constituye la parte principal de la Copa Libertadores.
En 2007, el Cuenca es vicecampeón nuevamente y clasifica a Copa Libertadores 2008. El goleador de 2007 en el Campeonato Nacional, fue el jugador de los registros del Expreso Austral, el argentino Juan Carlos Ferreyra. En la primera ronda de la Libertadores midió a los elencos de Estudiantes de La Plata y Lanús de Argentina y al Danubio de Uruguay. La gente celebró la victoria en Cuenca sobre Estudiantes de La Plata 1-0 con gol del argentino Mauricio Ferradas. En los restantes partidos con Danubio en casa, Lanús en Buenos Aires y en Cuenca de vuelta con el equipo granate, empató 0-0, 0-0 y 1-1, respectivamente. En Montevideo, Danubio ganó 2-0 y contra Estudiantes de La Plata en Buenos Aires perdió 2-0.
En 2009, Deportivo Cuenca en Copa Libertadores integró el grupo de Copa Libertadores con Boca Juniors de Argentina, Guaraní de Paraguay y Deportivo Táchira de Venezuela. En un histórico partido, los Rojos ganaron 1-0 de local a Boca Juniors de Argentina. El delantero Edison Preciado marcó el gol e hizo estallar de júbilo al público que abarrotó el Estadio Alejandro Serrano Aguilar. En Buenos Aires, los rojos perdieron por idéntico marcador con Boca Juniors de Argentina. Ante Guaraní se igualó 1-1 de visita y se goleó 4-0 de local, con el Deportivo Táchira se obtuvo en casa el triunfo 3-1 y perdió 1-0 como visitante. Con estos resultados, Deportivo Cuenca avanzó hasta octavos de final, donde quedó eliminado a manos del Caracas FC. (2-1 en casa y 0-4 de visita).
En los tramos finales del Campeonato Nacional 2010, quedó sin opción de clasificar a Copa Libertadores de América.
Otro evento internacional en el que participó Deportivo Cuenca, fue la extinta Copa Conmebol de 1999 contra el Sport Boys del Perú.
En el profesionalismo todos los presidentes merecen reconocimiento por mantener la pasión del balompié. Entre los que podemos mencionar están: Alejandro Serrano Aguilar, Humberto Pesantez, Luis Borrero Olives, Luis Orellana, Carlos Flores, Rodrigo Jarrín, Hernán Astudillo, Manuel Vega, Mario Esteban Espinosa, Marcelo Herrera y en la actualidad Julio León.
Entre los técnicos más destacados de la historia figuran: Carlos Alberto Raffo, César Guillermo Reinoso, Luis Grimaldi, Héctor Morales, Julio Asad, Gabriel Perrone, Carlos Ramacciotti; de los cuencanos Rubén Vélez, quien fue cuarto en 1986 y Paúl Vélez, vicecampeón en 2009.
En 2014, el Deportivo Cuenca fue campeón del cuadrangular Lunar New Year Cup, un torneo oficialmente reconocido por la Asociación de fútbol de Hong Kong. Deportivo Cuenca jugó este cuadrangular internacional bajo el nombre de Citizen Cuenca United, ya que para él se unió con el club Citizen AA de Hong Kong. Cabe mencionar que este torneo además de ser tradicional y tener el aval de una federación de fútbol, invlusive fue ganado el 2005 por la selección de fútbol de Brasil.
En 2016, el Deportivo Cuenca consiguió su primera clasificación a la Copa Sudamericana luego de 18 años.
Otro evento internacional en el que participó Deportivo Cuenca, fue la Copa Sudamericana de 2017 donde fue eliminado en primera fase contra el Oriente Petrolero de Bolivia por penales.
En el 2018 el Deportivo Cuenca consigue su segunda clasificación consecutiva en la Copa Sudamericana donde avanzó de ronda frente al Sportivo Luqueño de Paraguay imponiéndose 2-2 en el resultado global tras una heroica remontada con goles de Juan Diego Rojas y Emiliano Bonfigli tras perder en Paraguay 2 goles por 0. Ya en tanda de penales el Deportivo Cuenca avanza a la siguiente ronda tras vencer 6 por 5 en penales. En la segunda ronda,  enfrentó al Jorge Wilstermann donde el equipo morlaco empató de local y de visitante por 2-2. Ya en la tanda de penales el Deportivo Cuenca avanza a los octavos de final tras vencer por 6 a 5 en penales. Deportivo Cuenca avanzó hasta octavos de final, donde quedó eliminado a manos del Fluminense FC (0-2 en casa y 0-2 de visita, en el global 0-4). 
En los tramos finales del Campeonato Nacional 2019, quedó sin opción de clasificar a los Playoffs del Campeonato Nacional 2019 y luchar por un cupo a la Copa Libertadores de América  o a la Copa Conmebol Sudamericana.
Tras una buena campaña en la LigaPro Serie A 2022, Deportivo Cuenca lograba clasificar por tercera ocasión a la Copa Sudamericana después de 4 años.
Para el 2023, el equipo Morlaco quedaba fuera del Torneo Internacional tras perder a partido único en la Copa Sudamericana en fase de ronda previa, por 2-1 ante el Emelec de visitante en Guayaquil. En 2023 logra por cuarta ocasión clasificar a la Copa Sudamericana del 2024. En la Conmebol Sudamericana del 2024, Deportivo Cuenca era eliminado del torneo internacional al perder a partido único en fase de ronda previa, por goleada de 2-5 ante el Delfin Sporting Club de Manta haciendo de local en el Estadio Banco Guayaquil del Independiente del Valle.

## Dirigencia
- 1971-1976: Alejandro Serrano Aguilar
- 1977-1980: Luis Borrero Olives
- 1981-1982: Luis Orellana Correa
- 1982 : Marcelo Herrera
- 1983-1984: Carlos Flores
- 1985-1988: Rodrigo Jarrin Lizarzaburu
- 1989-1990: Hernan Astudillo Matute
- 1991-1994: Humberto Pesántez Solano
- 1995-1999: Alejandro Serrano Aguilar
- 2000: Antonio Chamoun Jorgge
- 2001-2002:  Mario Esteban Espinosa Vintimilla
- 2003-2004: Manuel Vega Villa
- 2005-2006: Antonio Álvarez Moreno
- 2007: Antonio Chamoun
- 2007-2008: Marcelo Herrera
- 2008: Ignacio Ochoa
- 2008: Galo Cárdenas
- 2009-2012: Julio León
- 2012-2013: Fernando Muñoz
- 2013-2014: Hermel López
- 2014-2016: Galo Cárdenas
- 2016-2017: Fausto Carvallo
- 2017-2020: Claudio Peñaherrera
- 2020-2024: Nataly Villavicencio
- 2024-presente: Eduardo Álvarez

## Uniforme
- Uniforme titular: Camiseta roja con bordes amarillos, pantalón negro, medias negras.
- Uniforme alterno: Camiseta blanca, pantalón blanco, medias blancas.

### Evolución del uniforme titular
| 1971,1978 | 1972-1973 | 1974 | 1975-1976 | 1977 | 1979 | 1980-1981 | 1982-1986 | 1987 | 1988 |

| 1988 | 1989 | 1989 | 1990 | 1991 | 1992 | 1993 | 1994 | 1994 | 1995-1996 |

| 1997 | 1998 | 1999 | 2000 | 2001 | 2002 | 2002 | 2003 | 2004 | 2005 |

| 2006 | 2007 | 2008 | 2009 | 2010 | 2011 | 2012 | 2013 | 2014 | 2015 |

| 2016 | 2017 | 2018 | 2019 | 2020 | 2021 | 2022 | 2023 | 2024 |

### Evolución del uniforme alterno
| 1971 | 1971-1972 | 1973 | 1980 | 1986 | 1998 | 2004 | 2006 | 2007 | 2008 |

| 2009 | 2010 | 2011 | 2012 | 2013 | 2014 | 2015 | 2016 | 2017 | 2018 |

| 2018 | 2019 | 2020 | 2021 | 2022 | 2024 |

### Evolución del tercer uniforme
| 2019 | 2020 | 2021 | 2022 | 2023 | 2024 |

### Modelos especiales
| Copa Libertadores 2008 | Copa Libertadores 2010 | Copa Sudamericana 2017 | Copa Sudamericana 2018 |

### Auspiciantes
| Indumentaria  |            |
| Período       | Proveedor  |
| 1979-1994     | Sin Marca  |
| 1995-1997     | Rodeport   |
| 1998-2000     |            |
| 2000-2001     | Rodeport   |
| 2001          |            |
| 2002-2007     |            |
| 2008-2010     |            |
| 2011-2015     |            |
| 2016          | Bow Sports |
| 2017-2020     | Joma       |
| 2021-presente |            |

| Patrocinador  |                                  |
| Período       | Patrocinador oficial             |
| 1979-1981     | Salsa Los Andes                  |
| 1982-1983     | Sin Patrocinador                 |
| 1984          | Almacenes Juan Eljuri Cia. Ltda. |
| 1985          | Llantas General Tire             |
| 1986          | Sin Patrocinador                 |
| 1987-1989     | Pinturas Unidas                  |
| 1990          | Llantas General Tire             |
| 1991          | Sin Patrocinador                 |
| 1992-1996     | Licor Cristal                    |
| 1997          | Sin Patrocinador                 |
| 1998-2000     | Banco Pichincha                  |
| 2001-2005     | Licor Cristal                    |
| 2006          | Zhumir                           |
| 2007-2008     | Licor Cristal                    |
| 2009-2013     | Pilsener                         |
| 2014          | AET                              |
| 2015          | Pilsener                         |
| 2016-2020     | Chubb Seguros                    |
| 2021-presente | Banco del Austro                 |

## Estadio

### Estadio Alejandro Serrano Aguilar
El Estadio Alejandro Serrano Aguilar, propiedad de la Federación Deportiva de Azuay, es el estadio donde juega de local el Deportivo Cuenca. Su capacidad es para 16 540 personas reglamentariamente y se encuentra ubicado en la ciudad de Cuenca, en la Av. del Estadio y José Peralta.
Este estadio fue inaugurado el 3 de noviembre de 1945 con el nombre de Estadio Municipal El Ejido, cambiándose en 1971 por el de Estadio Alejandro Serrano Aguilar en honor a Alejandro Serrano Aguilar, alcalde de Cuenca y presidente del club en ese entonces. Desde 2015 hasta la actualidad se lo conoce por el nombre comercial Estadio Alejandro Serrano Aguilar Banco del Austro.

## Hinchada
En el año 2010, la empresa EUFRAL realizaron encuestas, las cuales reflejaron resultados donde el club cuenta con un 3% de aceptación a nivel nacional y con un 63% de aceptación en la ciudad de Cuenca.
La barra brava más representativa del club es la Barra de la Crónica Roja, fundada en marzo de 2001. Esta barra se ubica en la General Sur del Estadio Alejandro Serrano Aguilar.

## Datos del club
- Puesto histórico: 6.°[15]
- Temporadas en Serie A: 48 (1971, 1973-1980-I, 1981, 1985-1994, 1996-1999, 2002-presente).[16]
- Temporadas en Serie B: 6 (1972, 1980-II, 1982, 1995, 2000-2001).[16]
- Temporadas en Segunda Categoría: 2 (1983-1984).
- Mejor puesto en la liga: 1.° (2004).
- Peor puesto en la liga: 10.° (1980-I y 2015).
- Mayor goleada a favor en torneos nacionales:
  - 6 - 0 contra Liga de Portoviejo (25 de mayo de 1975).[17]
  - 6 - 0 contra América de Quito (24 de marzo de 1976).[18]
- Mayor goleada a favor en torneos internacionales:
  - 4 - 0 contra Guaraní de Paraguay (24 de febrero de 2009) (Copa Libertadores 2009).[19]
- Mayor goleada en contra en torneos nacionales:
  - 6 - 0 contra El Nacional (10 de mayo de 1986).[20]
  - 6 - 0 contra Green Cross (12 de agosto de 1992).[21]
  - 6 - 0 contra Emelec (25 de junio de 1994, 2 de febrero de 2002 y 6 de noviembre de 2015).[22][23][24]
- Mayor goleada en contra en torneos internacionales:
  - 4 - 0 contra Corinthians de Brasil (4 de mayo de 1977) (Copa Libertadores 1977).[25]
  - 4 - 0 contra Caracas de Venezuela (12 de mayo de 2009) (Copa Libertadores 2009).[26]
- Máximo goleador histórico: Ángel Liciardi (116 goles anotados en partidos oficiales).
- Máximo goleador en torneos nacionales: Ángel Liciardi (108 goles).[27]
- Máximo goleador en torneos internacionales: Ángel Liciardi (8 goles).[28]
- Primer partido en torneos nacionales:
  - Deportivo Cuenca 2 - 0 Norte América (23 de mayo de 1971 en el Estadio Alejandro Serrano Aguilar).[29]
- Primer partido en torneos internacionales:
  - Liga Deportiva Universitaria 1 - 1 Deportivo Cuenca (14 de marzo de 1976 en el Estadio Olímpico Atahualpa) (Copa Libertadores 1976).[30]
- Equipo filial: Cuenca Fútbol Club.

### Participaciones internacionales
| Competición                      | Edición                                   |
| -------------------------------- | ----------------------------------------- |
| Copa Libertadores de América (7) | 1976, 1977, 2005, 2006, 2008, 2009, 2010. |
| Copa Sudamericana (4)            | 2017, 2018, 2023, 2024.                   |
| Copa Conmebol (1)                | 1999.                                     |

Nota: En negrita competiciones vigentes en la actualidad.
| Copa Libertadores                 | Copa Libertadores    | Copa Libertadores    | Copa Libertadores    | Copa Libertadores    | Copa Libertadores    | Copa Libertadores    | Copa Libertadores    | Copa Libertadores                  |
| Edición                           | Ronda                | PJ                   | PG                   | PE                   | PP                   | GF                   | GC                   | Goleador                           |
| --------------------------------- | -------------------- | -------------------- | -------------------- | -------------------- | -------------------- | -------------------- | -------------------- | ---------------------------------- |
| Copa de Campeones de América 1960 | Ecuador no participó | Ecuador no participó | Ecuador no participó | Ecuador no participó | Ecuador no participó | Ecuador no participó | Ecuador no participó | Ecuador no participó               |
| Copa de Campeones de América 1961 | No se clasificó      | No se clasificó      | No se clasificó      | No se clasificó      | No se clasificó      | No se clasificó      | No se clasificó      | No se clasificó                    |
| Copa de Campeones de América 1962 | No se clasificó      | No se clasificó      | No se clasificó      | No se clasificó      | No se clasificó      | No se clasificó      | No se clasificó      | No se clasificó                    |
| Copa de Campeones de América 1963 | No se clasificó      | No se clasificó      | No se clasificó      | No se clasificó      | No se clasificó      | No se clasificó      | No se clasificó      | No se clasificó                    |
| Copa de Campeones de América 1964 | No se clasificó      | No se clasificó      | No se clasificó      | No se clasificó      | No se clasificó      | No se clasificó      | No se clasificó      | No se clasificó                    |
| Copa Libertadores 1965            | No se clasificó      | No se clasificó      | No se clasificó      | No se clasificó      | No se clasificó      | No se clasificó      | No se clasificó      | No se clasificó                    |
| Copa Libertadores 1966            | No se clasificó      | No se clasificó      | No se clasificó      | No se clasificó      | No se clasificó      | No se clasificó      | No se clasificó      | No se clasificó                    |
| Copa Libertadores 1967            | No se clasificó      | No se clasificó      | No se clasificó      | No se clasificó      | No se clasificó      | No se clasificó      | No se clasificó      | No se clasificó                    |
| Copa Libertadores 1968            | No se clasificó      | No se clasificó      | No se clasificó      | No se clasificó      | No se clasificó      | No se clasificó      | No se clasificó      | No se clasificó                    |
| Copa Libertadores 1969            | No se clasificó      | No se clasificó      | No se clasificó      | No se clasificó      | No se clasificó      | No se clasificó      | No se clasificó      | No se clasificó                    |
| Copa Libertadores 1970            | No se clasificó      | No se clasificó      | No se clasificó      | No se clasificó      | No se clasificó      | No se clasificó      | No se clasificó      | No se clasificó                    |
| Copa Libertadores 1971            | No se clasificó      | No se clasificó      | No se clasificó      | No se clasificó      | No se clasificó      | No se clasificó      | No se clasificó      | No se clasificó                    |
| Copa Libertadores 1972            | No se clasificó      | No se clasificó      | No se clasificó      | No se clasificó      | No se clasificó      | No se clasificó      | No se clasificó      | No se clasificó                    |
| Copa Libertadores 1973            | No se clasificó      | No se clasificó      | No se clasificó      | No se clasificó      | No se clasificó      | No se clasificó      | No se clasificó      | No se clasificó                    |
| Copa Libertadores 1974            | No se clasificó      | No se clasificó      | No se clasificó      | No se clasificó      | No se clasificó      | No se clasificó      | No se clasificó      | No se clasificó                    |
| Copa Libertadores 1975            | No se clasificó      | No se clasificó      | No se clasificó      | No se clasificó      | No se clasificó      | No se clasificó      | No se clasificó      | No se clasificó                    |
| Copa Libertadores 1976            | Fase de grupos       | 7                    | 3                    | 2                    | 2                    | 10                   | 8                    | Ángel Liciardi: 6                  |
| Copa Libertadores 1977            | Fase de grupos       | 6                    | 1                    | 1                    | 4                    | 3                    | 12                   | Ángel Liciardi: 2                  |
| Copa Libertadores 1978            | No se clasificó      | No se clasificó      | No se clasificó      | No se clasificó      | No se clasificó      | No se clasificó      | No se clasificó      | No se clasificó                    |
| Copa Libertadores 1979            | No se clasificó      | No se clasificó      | No se clasificó      | No se clasificó      | No se clasificó      | No se clasificó      | No se clasificó      | No se clasificó                    |
| Copa Libertadores 1980            | No se clasificó      | No se clasificó      | No se clasificó      | No se clasificó      | No se clasificó      | No se clasificó      | No se clasificó      | No se clasificó                    |
| Copa Libertadores 1981            | No se clasificó      | No se clasificó      | No se clasificó      | No se clasificó      | No se clasificó      | No se clasificó      | No se clasificó      | No se clasificó                    |
| Copa Libertadores 1982            | No se clasificó      | No se clasificó      | No se clasificó      | No se clasificó      | No se clasificó      | No se clasificó      | No se clasificó      | No se clasificó                    |
| Copa Libertadores 1983            | No se clasificó      | No se clasificó      | No se clasificó      | No se clasificó      | No se clasificó      | No se clasificó      | No se clasificó      | No se clasificó                    |
| Copa Libertadores 1984            | No se clasificó      | No se clasificó      | No se clasificó      | No se clasificó      | No se clasificó      | No se clasificó      | No se clasificó      | No se clasificó                    |
| Copa Libertadores 1985            | No se clasificó      | No se clasificó      | No se clasificó      | No se clasificó      | No se clasificó      | No se clasificó      | No se clasificó      | No se clasificó                    |
| Copa Libertadores 1986            | No se clasificó      | No se clasificó      | No se clasificó      | No se clasificó      | No se clasificó      | No se clasificó      | No se clasificó      | No se clasificó                    |
| Copa Libertadores 1987            | No se clasificó      | No se clasificó      | No se clasificó      | No se clasificó      | No se clasificó      | No se clasificó      | No se clasificó      | No se clasificó                    |
| Copa Libertadores 1988            | No se clasificó      | No se clasificó      | No se clasificó      | No se clasificó      | No se clasificó      | No se clasificó      | No se clasificó      | No se clasificó                    |
| Copa Libertadores 1989            | No se clasificó      | No se clasificó      | No se clasificó      | No se clasificó      | No se clasificó      | No se clasificó      | No se clasificó      | No se clasificó                    |
| Copa Libertadores 1990            | No se clasificó      | No se clasificó      | No se clasificó      | No se clasificó      | No se clasificó      | No se clasificó      | No se clasificó      | No se clasificó                    |
| Copa Libertadores 1991            | No se clasificó      | No se clasificó      | No se clasificó      | No se clasificó      | No se clasificó      | No se clasificó      | No se clasificó      | No se clasificó                    |
| Copa Libertadores 1992            | No se clasificó      | No se clasificó      | No se clasificó      | No se clasificó      | No se clasificó      | No se clasificó      | No se clasificó      | No se clasificó                    |
| Copa Libertadores 1993            | No se clasificó      | No se clasificó      | No se clasificó      | No se clasificó      | No se clasificó      | No se clasificó      | No se clasificó      | No se clasificó                    |
| Copa Libertadores 1994            | No se clasificó      | No se clasificó      | No se clasificó      | No se clasificó      | No se clasificó      | No se clasificó      | No se clasificó      | No se clasificó                    |
| Copa Libertadores 1995            | No se clasificó      | No se clasificó      | No se clasificó      | No se clasificó      | No se clasificó      | No se clasificó      | No se clasificó      | No se clasificó                    |
| Copa Libertadores 1996            | No se clasificó      | No se clasificó      | No se clasificó      | No se clasificó      | No se clasificó      | No se clasificó      | No se clasificó      | No se clasificó                    |
| Copa Libertadores 1997            | No se clasificó      | No se clasificó      | No se clasificó      | No se clasificó      | No se clasificó      | No se clasificó      | No se clasificó      | No se clasificó                    |
| Copa Libertadores 1998            | No se clasificó      | No se clasificó      | No se clasificó      | No se clasificó      | No se clasificó      | No se clasificó      | No se clasificó      | No se clasificó                    |
| Copa Libertadores 1999            | No se clasificó      | No se clasificó      | No se clasificó      | No se clasificó      | No se clasificó      | No se clasificó      | No se clasificó      | No se clasificó                    |
| Copa Libertadores 2000            | No se clasificó      | No se clasificó      | No se clasificó      | No se clasificó      | No se clasificó      | No se clasificó      | No se clasificó      | No se clasificó                    |
| Copa Libertadores 2001            | No se clasificó      | No se clasificó      | No se clasificó      | No se clasificó      | No se clasificó      | No se clasificó      | No se clasificó      | No se clasificó                    |
| Copa Libertadores 2002            | No se clasificó      | No se clasificó      | No se clasificó      | No se clasificó      | No se clasificó      | No se clasificó      | No se clasificó      | No se clasificó                    |
| Copa Libertadores 2003            | No se clasificó      | No se clasificó      | No se clasificó      | No se clasificó      | No se clasificó      | No se clasificó      | No se clasificó      | No se clasificó                    |
| Copa Libertadores 2004            | No se clasificó      | No se clasificó      | No se clasificó      | No se clasificó      | No se clasificó      | No se clasificó      | No se clasificó      | No se clasificó                    |
| Copa Libertadores 2005            | Fase de grupos       | 6                    | 0                    | 3                    | 3                    | 4                    | 9                    | Walter Calderón: 2                 |
| Copa Libertadores 2006            | Primera fase         | 2                    | 0                    | 1                    | 1                    | 1                    | 4                    | Hólger Matamoros: 1                |
| Copa Libertadores 2007            | No se clasificó      | No se clasificó      | No se clasificó      | No se clasificó      | No se clasificó      | No se clasificó      | No se clasificó      | No se clasificó                    |
| Copa Libertadores 2008            | Fase de grupos       | 6                    | 1                    | 3                    | 2                    | 2                    | 5                    | Mauricio Ferradas y John García: 2 |
| Copa Libertadores 2009            | Octavos de final     | 10                   | 5                    | 1                    | 4                    | 14                   | 11                   | Rodrigo Teixeira: 7                |
| Copa Libertadores 2010            | Fase de grupos       | 6                    | 1                    | 1                    | 4                    | 7                    | 13                   | Gabriel Méndez: 3                  |
| Copa Libertadores 2011            | No se clasificó      | No se clasificó      | No se clasificó      | No se clasificó      | No se clasificó      | No se clasificó      | No se clasificó      | No se clasificó                    |
| Copa Libertadores 2012            | No se clasificó      | No se clasificó      | No se clasificó      | No se clasificó      | No se clasificó      | No se clasificó      | No se clasificó      | No se clasificó                    |
| Copa Libertadores 2013            | No se clasificó      | No se clasificó      | No se clasificó      | No se clasificó      | No se clasificó      | No se clasificó      | No se clasificó      | No se clasificó                    |
| Copa Libertadores 2014            | No se clasificó      | No se clasificó      | No se clasificó      | No se clasificó      | No se clasificó      | No se clasificó      | No se clasificó      | No se clasificó                    |
| Copa Libertadores 2015            | No se clasificó      | No se clasificó      | No se clasificó      | No se clasificó      | No se clasificó      | No se clasificó      | No se clasificó      | No se clasificó                    |
| Copa Libertadores 2016            | No se clasificó      | No se clasificó      | No se clasificó      | No se clasificó      | No se clasificó      | No se clasificó      | No se clasificó      | No se clasificó                    |
| Copa Libertadores 2017            | No se clasificó      | No se clasificó      | No se clasificó      | No se clasificó      | No se clasificó      | No se clasificó      | No se clasificó      | No se clasificó                    |
| Copa Libertadores 2018            | No se clasificó      | No se clasificó      | No se clasificó      | No se clasificó      | No se clasificó      | No se clasificó      | No se clasificó      | No se clasificó                    |
| Copa Libertadores 2019            | No se clasificó      | No se clasificó      | No se clasificó      | No se clasificó      | No se clasificó      | No se clasificó      | No se clasificó      | No se clasificó                    |
| Copa Libertadores 2020            | No se clasificó      | No se clasificó      | No se clasificó      | No se clasificó      | No se clasificó      | No se clasificó      | No se clasificó      | No se clasificó                    |
| Copa Libertadores 2021            | No se clasificó      | No se clasificó      | No se clasificó      | No se clasificó      | No se clasificó      | No se clasificó      | No se clasificó      | No se clasificó                    |
| Copa Libertadores 2022            | No se clasificó      | No se clasificó      | No se clasificó      | No se clasificó      | No se clasificó      | No se clasificó      | No se clasificó      | No se clasificó                    |
| Copa Libertadores 2023            | No se clasificó      | No se clasificó      | No se clasificó      | No se clasificó      | No se clasificó      | No se clasificó      | No se clasificó      | No se clasificó                    |
| Copa Libertadores 2024            | No se clasificó      | No se clasificó      | No se clasificó      | No se clasificó      | No se clasificó      | No se clasificó      | No se clasificó      | No se clasificó                    |
| Copa Libertadores 2025            | No se clasificó      | No se clasificó      | No se clasificó      | No se clasificó      | No se clasificó      | No se clasificó      | No se clasificó      | No se clasificó                    |
| Total                             |                      | 43                   | 11                   | 12                   | 20                   | 41                   | 62                   | Ángel Liciardi: 8                  |

| Copa Sudamericana      | Copa Sudamericana | Copa Sudamericana | Copa Sudamericana | Copa Sudamericana | Copa Sudamericana | Copa Sudamericana | Copa Sudamericana | Copa Sudamericana                          |
| Edición                | Ronda             | PJ                | PG                | PE                | PP                | GF                | GC                | Goleador                                   |
| ---------------------- | ----------------- | ----------------- | ----------------- | ----------------- | ----------------- | ----------------- | ----------------- | ------------------------------------------ |
| Copa Sudamericana 2002 | No se clasificó   | No se clasificó   | No se clasificó   | No se clasificó   | No se clasificó   | No se clasificó   | No se clasificó   | No se clasificó                            |
| Copa Sudamericana 2003 | No se clasificó   | No se clasificó   | No se clasificó   | No se clasificó   | No se clasificó   | No se clasificó   | No se clasificó   | No se clasificó                            |
| Copa Sudamericana 2004 | No se clasificó   | No se clasificó   | No se clasificó   | No se clasificó   | No se clasificó   | No se clasificó   | No se clasificó   | No se clasificó                            |
| Copa Sudamericana 2005 | No se clasificó   | No se clasificó   | No se clasificó   | No se clasificó   | No se clasificó   | No se clasificó   | No se clasificó   | No se clasificó                            |
| Copa Sudamericana 2006 | No se clasificó   | No se clasificó   | No se clasificó   | No se clasificó   | No se clasificó   | No se clasificó   | No se clasificó   | No se clasificó                            |
| Copa Sudamericana 2007 | No se clasificó   | No se clasificó   | No se clasificó   | No se clasificó   | No se clasificó   | No se clasificó   | No se clasificó   | No se clasificó                            |
| Copa Sudamericana 2008 | No se clasificó   | No se clasificó   | No se clasificó   | No se clasificó   | No se clasificó   | No se clasificó   | No se clasificó   | No se clasificó                            |
| Copa Sudamericana 2009 | No se clasificó   | No se clasificó   | No se clasificó   | No se clasificó   | No se clasificó   | No se clasificó   | No se clasificó   | No se clasificó                            |
| Copa Sudamericana 2010 | No se clasificó   | No se clasificó   | No se clasificó   | No se clasificó   | No se clasificó   | No se clasificó   | No se clasificó   | No se clasificó                            |
| Copa Sudamericana 2011 | No se clasificó   | No se clasificó   | No se clasificó   | No se clasificó   | No se clasificó   | No se clasificó   | No se clasificó   | No se clasificó                            |
| Copa Sudamericana 2012 | No se clasificó   | No se clasificó   | No se clasificó   | No se clasificó   | No se clasificó   | No se clasificó   | No se clasificó   | No se clasificó                            |
| Copa Sudamericana 2013 | No se clasificó   | No se clasificó   | No se clasificó   | No se clasificó   | No se clasificó   | No se clasificó   | No se clasificó   | No se clasificó                            |
| Copa Sudamericana 2014 | No se clasificó   | No se clasificó   | No se clasificó   | No se clasificó   | No se clasificó   | No se clasificó   | No se clasificó   | No se clasificó                            |
| Copa Sudamericana 2015 | No se clasificó   | No se clasificó   | No se clasificó   | No se clasificó   | No se clasificó   | No se clasificó   | No se clasificó   | No se clasificó                            |
| Copa Sudamericana 2016 | No se clasificó   | No se clasificó   | No se clasificó   | No se clasificó   | No se clasificó   | No se clasificó   | No se clasificó   | No se clasificó                            |
| Copa Sudamericana 2017 | Primera fase      | 2                 | 0                 | 2                 | 0                 | 2                 | 2                 | Juan Dinenno: 2                            |
| Copa Sudamericana 2018 | Octavos de final  | 6                 | 1                 | 2                 | 3                 | 6                 | 10                | Juan Rojas: 2                              |
| Copa Sudamericana 2019 | No se clasificó   | No se clasificó   | No se clasificó   | No se clasificó   | No se clasificó   | No se clasificó   | No se clasificó   | No se clasificó                            |
| Copa Sudamericana 2020 | No se clasificó   | No se clasificó   | No se clasificó   | No se clasificó   | No se clasificó   | No se clasificó   | No se clasificó   | No se clasificó                            |
| Copa Sudamericana 2021 | No se clasificó   | No se clasificó   | No se clasificó   | No se clasificó   | No se clasificó   | No se clasificó   | No se clasificó   | No se clasificó                            |
| Copa Sudamericana 2022 | No se clasificó   | No se clasificó   | No se clasificó   | No se clasificó   | No se clasificó   | No se clasificó   | No se clasificó   | No se clasificó                            |
| Copa Sudamericana 2023 | Primera fase      | 1                 | 0                 | 0                 | 1                 | 1                 | 2                 | Lucas Mancinelli: 1                        |
| Copa Sudamericana 2024 | Primera fase      | 1                 | 0                 | 0                 | 1                 | 2                 | 5                 | Raúl Becerra: 2                            |
| Copa Sudamericana 2025 | No se clasificó   | No se clasificó   | No se clasificó   | No se clasificó   | No se clasificó   | No se clasificó   | No se clasificó   | No se clasificó                            |
| Total                  |                   | 10                | 1                 | 4                 | 5                 | 11                | 19                | Juan Dinenno, Juan Rojas y Raúl Becerra: 2 |

| Copa Conmebol      | Copa Conmebol    | Copa Conmebol   | Copa Conmebol   | Copa Conmebol   | Copa Conmebol   | Copa Conmebol   | Copa Conmebol   | Copa Conmebol                      |
| Edición            | Ronda            | PJ              | PG              | PE              | PP              | GF              | GC              | Goleador                           |
| ------------------ | ---------------- | --------------- | --------------- | --------------- | --------------- | --------------- | --------------- | ---------------------------------- |
| Copa Conmebol 1992 | No se clasificó  | No se clasificó | No se clasificó | No se clasificó | No se clasificó | No se clasificó | No se clasificó | No se clasificó                    |
| Copa Conmebol 1993 | No se clasificó  | No se clasificó | No se clasificó | No se clasificó | No se clasificó | No se clasificó | No se clasificó | No se clasificó                    |
| Copa Conmebol 1994 | No se clasificó  | No se clasificó | No se clasificó | No se clasificó | No se clasificó | No se clasificó | No se clasificó | No se clasificó                    |
| Copa Conmebol 1995 | No se clasificó  | No se clasificó | No se clasificó | No se clasificó | No se clasificó | No se clasificó | No se clasificó | No se clasificó                    |
| Copa Conmebol 1996 | No se clasificó  | No se clasificó | No se clasificó | No se clasificó | No se clasificó | No se clasificó | No se clasificó | No se clasificó                    |
| Copa Conmebol 1997 | No se clasificó  | No se clasificó | No se clasificó | No se clasificó | No se clasificó | No se clasificó | No se clasificó | No se clasificó                    |
| Copa Conmebol 1998 | No se clasificó  | No se clasificó | No se clasificó | No se clasificó | No se clasificó | No se clasificó | No se clasificó | No se clasificó                    |
| Copa Conmebol 1999 | Octavos de final | 2               | 0               | 2               | 0               | 2               | 2               | Hernán Carlisi y Carlos Vernaza: 1 |
| Total              |                  | 2               | 0               | 2               | 0               | 2               | 2               | Hernán Carlisi y Carlos Vernaza: 1 |

### Resumen estadístico
- Última actualización: 11 de marzo de 2025.

| Competición                       | Part | PJ   | PG  | PE  | PP  | GF   | GC   | DG   | PTS  | Mejor resultado  |
| --------------------------------- | ---- | ---- | --- | --- | --- | ---- | ---- | ---- | ---- | ---------------- |
| Torneos nacionales                |      |      |     |     |     |      |      |      |      |                  |
| Campeonato Ecuatoriano de Fútbol* | 45   | 1722 | 612 | 478 | 632 | 2063 | 2148 | -85  | 2323 | Campeón          |
| Copa Ecuador                      | 2    | 5    | 2   | 3   | 0   | 5    | 3    | +2   | 9    | Octavos de final |
| Torneos internacionales           |      |      |     |     |     |      |      |      |      |                  |
| Copa Libertadores de América      | 7    | 43   | 11  | 12  | 20  | 41   | 62   | -21  | 45   | Octavos de final |
| Copa Sudamericana                 | 4    | 10   | 1   | 4   | 5   | 11   | 19   | -8   | 7    | Octavos de final |
| Copa Conmebol                     | 1    | 2    | 0   | 2   | 0   | 2    | 2    | 0    | 2    | Octavos de final |
| Total                             | 57   | 1780 | 626 | 499 | 655 | 2119 | 2227 | -108 | 2377 | 1 título         |

* Deportivo Cuenca perdió 1 punto por no presentar roles de pago a tiempo en 2016.

## Jugadores

### Plantilla 2025
- Última actualización: 4 de julio de 2025.

#### Altas y bajas primer semestre 2025
- Última actualización: 12 de febrero de 2025.

| Altas            |                |                       |                       |
| Jugador          | Posición       | Procedencia           | Tipo                  |
| Brian Bustos     | Guardameta     | San Telmo             | Libre                 |
| Ethan Minda      | Guardameta     | Liga de Quito         | Libre                 |
| Eugenio Raggio   | Defensa        | Flandria              | Libre                 |
| Agustín Gómez    | Defensa        | Deportivo Morón       | Libre                 |
| Luis Gustavino   | Defensa        | Cumbayá               | Libre                 |
| Bryan Nazareno   | Defensa        | Gualaceo              | Libre                 |
| Richard Calderón | Centrocampista | Orense                | Libre                 |
| Alejandro Tobar  | Centrocampista | Imbabura              | Libre                 |
| Mathías Solís    | Delantero      | Liga de Quito         | Libre                 |
| Ignacio Bailone  | Delantero      | Nacional              | Libre                 |
| Luis Estupiñán   | Delantero      | Liga de Quito         | Cesión                |
| Alexis Rodríguez | Delantero      | Ararat-Armenia        | Libre                 |
| Bajas            |                |                       |                       |
| Jugador          | Posición       | Destino               | Tipo                  |
| Hamilton Piedra  | Guardameta     | Aucas                 | Fin de contrato       |
| Eduardo Jiménez  | Guardameta     | Bandera de ?          | Fin de contrato       |
| Nazareno Romero  | Defensa        | Orense                | Fin de contrato       |
| Bruno Duarte     | Defensa        | Temperley             | Rescisión de contrato |
| Ronny Biojó      | Defensa        | Libertad              | Fin de contrato       |
| Sixto Mina       | Defensa        | Orense                | Transferencia         |
| Nicolás Dávila   | Centrocampista | Mushuc Runa           | Fin de contrato       |
| Mayer Méndez     | Centrocampista | Bandera de ?          | Fin de contrato       |
| Danny Luna       | Centrocampista | Vinotinto Ecuador     | Fin de contrato       |
| Francisco Mera   | Centrocampista | Vinotinto Ecuador     | Fin de contrato       |
| Bryan Corozo     | Centrocampista | Técnico Universitario | Fin de contrato       |
| Walter Chalá     | Delantero      | Bandera de ?          | Fin de contrato       |
| Pablo Magnín     | Delantero      | Sarmiento (J)         | Fin de contrato       |
| Raúl Becerra     | Delantero      | GV San José           | Fin de contrato       |
| Vilington Branda | Delantero      | El Nacional           | Fin de contrato       |
| Yerlin Quiñónez  | Delantero      | Libertad              | Fin de contrato       |

### Goleadores

#### Máximos goleadores históricos
| N.° | Jugador                     | Temporadas              | Goles |
| --- | --------------------------- | ----------------------- | ----- |
| 1   | Ángel Liciardi              | 1973-1977.              | 116   |
| 2   | Carlos Quiñonez Salvatierra | 2001-2006               | 60    |
| 3   | Raúl Becerra                | 2016, 2019 y 2022-2024. | 53    |
| 4   | Walter Calderón             | 2000-2006 y 2015        | 46    |

#### Goleadores en Campeonato Ecuatoriano de Fútbol
| N.° | Jugador        | Temporada | Goles |
| --- | -------------- | --------- | ----- |
| 1   | Ángel Liciardi | 1974      | 19    |
| 2   | Ángel Liciardi | 1975      | 36    |
| 3   | Ángel Liciardi | 1976      | 35    |
| 4   | Juan Ferreyra  | 2007      | 17    |

Fuente: RSSSF

## Otras secciones y filiales

### Deportivo Cuenca Femenino
El Club Deportivo Cuenca Femenino, mayormente conocido como Deportivo Cuenca Femenino, es un club de fútbol ecuatoriano originario de la ciudad de Cuenca, fundado en 2018. Es la sección de fútbol femenino del Club Deportivo Cuenca.
Es parte de la Serie A Femenina de Ecuador desde 2019. Su máximo logró ha sido ser campeón de la Súperliga Femenina en los años 2019 y 2021.

### Cuenca Fútbol Club
Cuenca Fútbol Club es un club de fútbol ecuatoriano originario de la ciudad de Cuenca. Fue fundado en 2019 Actualmente milita en la Segunda Categoría del Azuay.

## Palmarés

### Torneos nacionales (1)
| Competición              | Títulos        | Subcampeonatos                  |
| ------------------------ | -------------- | ------------------------------- |
| Serie A de Ecuador (1/5) | 2004.          | 1975, 1976, 2005-C, 2007, 2009. |
| Serie B de Ecuador (2/2) | 1972-II, 1995. | 1980-II, 2001.                  |

### Torneos provinciales
| Competición                     | Títulos     | Subcampeonatos |
| ------------------------------- | ----------- | -------------- |
| Segunda Categoría del Azuay (2) | 1983, 1984. |                |

### Torneos amistosos
| Torneos nacionales           |         |                |
| Competición                  | Títulos | Subcampeonatos |
| Copa Gil Ramírez Dávalos (1) | 1979.   |                |
| Torneos internacionales      |         |                |
| Competición                  | Títulos | Subcampeonatos |
| Lunar New Year Cup (1)       | 2014.   |                |